# 1. Fussballclub Heidenheim 1846 2009-2010
Questa voce raccoglie le informazioni riguardanti il 1. Fussballclub Heidenheim 1846 nelle competizioni ufficiali della stagione 2009-2010.

## Stagione
Nella stagione 2009-2010 l'Heidenheim, allenato da Frank Schmidt, concluse il campionato di 3. Liga al 6º posto.

## Rosa
| N. |                     | Ruolo | Calciatore        |
| -- | ------------------- | ----- | ----------------- |
| 1  | Germania (bandiera) | P     | Erol Sabanov      |
| 2  | Germania (bandiera) | D     | Ingo Feistle      |
| 3  | Brasile (bandiera)  | D     | Cassio da Silva   |
| 4  | Germania (bandiera) | D     | Johannes Meier    |
| 5  | Germania (bandiera) | D     | Christian Endler  |
| 6  | Germania (bandiera) | C     | Bernd Maier       |
| 7  | Germania (bandiera) | C     | Marc Schnatterer  |
| 8  | Germania (bandiera) | C     | Ertac Seskir      |
| 9  | Germania (bandiera) | C     | Christian Essig   |
| 10 | Turchia (bandiera)  | C     | Ünal Demirkiran   |
| 11 | Germania (bandiera) | A     | Patrick Mayer     |
| 12 | Germania (bandiera) | C     | Christian Gmünder |
| 13 | Germania (bandiera) | C     | Faruk Gül         |

| N. |                     | Ruolo | Calciatore           |
| -- | ------------------- | ----- | -------------------- |
| 14 | Germania (bandiera) | A     | Dieter Jarosch       |
| 15 | Germania (bandiera) | D     | Florian Krebs        |
| 16 | Germania (bandiera) | D     | Tim Göhlert          |
| 17 | Germania (bandiera) | C     | Richard Weil         |
| 18 | Germania (bandiera) | D     | Marius Jurczyk       |
| 19 | Germania (bandiera) | C     | Martin Klarer        |
| 20 | Germania (bandiera) | C     | Alper Bagceci        |
| 21 | Germania (bandiera) | A     | Andreas Spann        |
| 22 | Germania (bandiera) | A     | Bastian Heidenfelder |
| 23 | Germania (bandiera) | P     | Denis Baum           |
| 25 | Germania (bandiera) | D     | Christian Beisel     |
| 27 | Germania (bandiera) | P     | Jens Bodemer         |
| 28 | Germania (bandiera) | C     | David Schittenhelm   |

## Organigramma societario
Area tecnica
- Allenatore: Frank Schmidt
- Allenatore in seconda: Hans-Jörg Honold, Alexander Raaf
- Preparatore dei portieri: Bernd Weng
- Preparatori atletici:

## Calciomercato

### Sessione estiva
| Acquisti | Acquisti         | Acquisti                 | Acquisti |
| R.       | Nome             | da                       | Modalità |
| -------- | ---------------- | ------------------------ | -------- |
| D        | Christian Beisel | Sandhausen               |          |
| P        | Jens Bodemer     | Karlsruhe II             |          |
| C        | Faruk Gül        | Pfullendorf              |          |
| D        | Florian Krebs    | Karlsruhe II             |          |
| A        | Patrick Mayer    | Eintracht Francoforte II |          |
| C        | Lucas Oppermann  | Vikt. Aschaffenburg      |          |
| C        | Richard Weil     | Eintracht Francoforte II |          |

| Cessioni | Cessioni                | Cessioni        | Cessioni |
| R.       | Nome                    | a               | Modalità |
| -------- | ----------------------- | --------------- | -------- |
| D        | Christian Adrianowytsch | Heidenheim II   |          |
| A        | Stanislaus Bergheim     | Normannia Gmünd |          |
| D        | Robert Henning          | Thannhausen     |          |
| A        | Nico Schuska            | Heidenheim II   |          |

### Sessione invernale
| Acquisti | Acquisti | Acquisti | Acquisti |
| R.       | Nome     | da       | Modalità |
| -------- | -------- | -------- | -------- |

| Cessioni | Cessioni        | Cessioni         | Cessioni |
| R.       | Nome            | a                | Modalità |
| -------- | --------------- | ---------------- | -------- |
| C        | Lucas Oppermann | Waldhof Mannheim |          |

## Risultati

### 3. Liga

#### Girone di andata
| Arbitro: | Perl |

|                             |           |                       |
| Göhlert 6’ Essig 74’ (rig.) | Marcatori | 58’ Dressler 87’ Damm |

| Arbitro: | Stieler |

|            |           |             |
| Didavi 71’ | Marcatori | 14’ Feistle |

| Arbitro: | Benedum |

|  |           |                         |
|  | Marcatori | 17’ Boskovic 84’ Ziemer |

| Arbitro: | Osmers |

|                               |           |  |
| Hillenbrand 16’ Dorn 73’, 79’ | Marcatori |  |

| Arbitro: | Unger |

|                                             |           |                       |
| Essig 2’ Spann 5’ Schnatterer 22’ Mayer 51’ | Marcatori | 50’ Sikorski 61’ Sène |

| Arbitro: | Gorniak |

|  |           |           |
|  | Marcatori | 30’ Spann |

| Arbitro: | Achmüller |

|                     |           |                      |
| Spann 27’ Mayer 35’ | Marcatori | 14’ Semmer 90’ Çinaz |

| Arbitro: | Glasmacher |

|                                         |           |                     |
| Benčík 58’ Schmidt 80’ Krebs 89’ (aut.) | Marcatori | 15’ Spann 18’ Essig |

| Arbitro: | Valentin |

|                                   |           |               |
| Meier 62’ (rig.) Heidenfelder 78’ | Marcatori | 70’ Kandziora |

| Arbitro: | Willenborg |

|                   |           |  |
| Beisel 27’ (aut.) | Marcatori |  |

| Arbitro: | Steinhaus-Webb |

|                                                                                |           |         |
| Spann 5’ Klarer 8’ Schmidt 65’ (aut.) Bagceci 75’ Heidenfelder 77’ Jarosch 86’ | Marcatori | 21’ Ali |

| Arbitro: | Seidel |

|             |           |                  |
| Onuegbu 68’ | Marcatori | 23’ Heidenfelder |

| Arbitro: | Leicher |

|                    |           |                   |
| Jarosch 82’ (rig.) | Marcatori | 45’, 57’ Testroet |

| Arbitro: | Cortus |

|                         |           |                 |
| Pospischil 14’ Haas 78’ | Marcatori | 74’ Schnatterer |

| Arbitro: | Kunzmann |

|  |           |              |
|  | Marcatori | 90’ Hartmann |

| Arbitro: | Seiwert |

|  |           |                     |
|  | Marcatori | 37’ Spann 90’ Mayer |

| Arbitro: | Nowak |

|                                       |           |                 |
| Lukimya 62’ (aut.) Mayer 84’ Weil 90’ | Marcatori | 35’ Truckenbrod |

| Arbitro: | Thomsen |

|                                       |           |                          |
| Savran 7’, 36’ (rig.), 48’ Oppitz 29’ | Marcatori | 20’, 90’ Mayer 25’ Spann |

| Arbitro: | Kempter |

|                                              |           |                               |
| Weil 44’ (rig.), 90’ (rig.) Heidenfelder 86’ | Marcatori | 46’ (rig.) Zellner 84’ Berger |

#### Girone di ritorno
| Arbitro: | Dankert |

|              |           |                   |
| Formento 54’ | Marcatori | 30’ Mayer 66’ Gül |

| Arbitro: | Welz |

|                           |           |                |
| Schnatterer 60’ Spann 74’ | Marcatori | 12’ Schipplock |

| Arbitro: | Achmüller |

|                |           |                       |
| Ziegenbein 42’ | Marcatori | 59’ Göhlert 63’ Mayer |

| Arbitro: | Beitinger |

|           |           |  |
| Mayer 15’ | Marcatori |  |

| Arbitro: | Dittrich |

|                                    |           |                              |
| Sène 15’, 61’ Ekici 32’ Yılmaz 90’ | Marcatori | 71’ Heidenfelder 79’ Gmünder |

| Heidenheim an der Brenz 20 febbraio 2010, ore 14:00 CET 25ª giornata | Heidenheim | 0 – 0 referto | Erzgebirge Aue | GAGFAH-Arena (5 080 spett.)\| Arbitro: \| Glasmacher \| |
| Arbitro:                                                             | Glasmacher |               |                |                                                         |

| Arbitro: | Sönder |

|                |           |                          |
| Rockenbach 38’ | Marcatori | 5’ Spann 62’ Schnatterer |

| Arbitro: | Cortus |

|                 |           |  |
| Weil 63’ (rig.) | Marcatori |  |

| Arbitro: | Gorniak |

|             |           |             |
| Boztepe 30’ | Marcatori | 90’ Jarosch |

| Arbitro: | Seidel |

|                                        |           |  |
| Mayer 18’ Göhlert 60’ Heidenfelder 80’ | Marcatori |  |

| Arbitro: | Schößling |

|              |           |                                        |
| Burkhard 51’ | Marcatori | 30’ Bagceci 32’ Heidenfelder 63’ Spann |

| Arbitro: | Valentin |

|  |           |             |
|  | Marcatori | 10’ Kruppke |

| Arbitro: | Aarnink |

|          |           |           |
| Ayık 35’ | Marcatori | 58’ Spann |

| Arbitro: | Steuer |

|  |           |                      |
|  | Marcatori | 48’ Mesic 53’ Zinnow |

| Arbitro: | Kunzmann |

|                                                            |           |                                  |
| Hartmann 27’ Wohlfarth 46’ Bambara 66’ Ruprecht 90’ (rig.) | Marcatori | 47’ Spann 58’ Göhlert 88’ Klarer |

| Arbitro: | Dittrich |

|                                  |           |                                          |
| Weil 22’ (rig.) Heidenfelder 86’ | Marcatori | 7’ Hain 23’, 63’ Rathgeber 53’ Steegmann |

| Arbitro: | Nowak |

|            |           |                           |
| Smeekes 1’ | Marcatori | 25’ Spann 89’ Schnatterer |

| Arbitro: | Bandurski |

|                          |           |  |
| Spann 28’, 37’ Mayer 30’ | Marcatori |  |

| Arbitro: | Metzen |

|                                 |           |                      |
| Schmid 62’ Reichwein 76’ (rig.) | Marcatori | 48’ (rig.), 52’ Weil |

## Statistiche

### Statistiche di squadra
| Competizione | Punti | In casa | In casa | In casa | In casa | In casa | In casa | In trasferta | In trasferta | In trasferta | In trasferta | In trasferta | In trasferta | Totale | Totale | Totale | Totale | Totale | Totale | DR  |
| Competizione | Punti | G       | V       | N       | P       | Gf      | Gs      | G            | V            | N            | P            | Gf           | Gs           | G      | V      | N      | P      | Gf     | Gs     | DR  |
| ------------ | ----- | ------- | ------- | ------- | ------- | ------- | ------- | ------------ | ------------ | ------------ | ------------ | ------------ | ------------ | ------ | ------ | ------ | ------ | ------ | ------ | --- |
| 3. Liga      | 59    | 19      | 10      | 3       | 6       | 35      | 24      | 19           | 7            | 5            | 7            | 31           | 32           | 38     | 17     | 8      | 13     | 66     | 56     | +10 |
| Totale       | 59    | 19      | 10      | 3       | 6       | 35      | 24      | 19           | 7            | 5            | 7            | 31           | 32           | 38     | 17     | 8      | 13     | 66     | 56     | +10 |

### Andamento in campionato
| Giornata  | 1 | 2  | 3  | 4  | 5  | 6  | 7  | 8  | 9  | 10 | 11 | 12 | 13 | 14 | 15 | 16 | 17 | 18 | 19 | 20 | 21 | 22 | 23 | 24 | 25 | 26 | 27 | 28 | 29 | 30 | 31 | 32 | 33 | 34 | 35 | 36 | 37 | 38 |
| --------- | - | -- | -- | -- | -- | -- | -- | -- | -- | -- | -- | -- | -- | -- | -- | -- | -- | -- | -- | -- | -- | -- | -- | -- | -- | -- | -- | -- | -- | -- | -- | -- | -- | -- | -- | -- | -- | -- |
| Luogo     | C | T  | C  | T  | C  | T  | C  | T  | C  | T  | C  | T  | C  | T  | C  | T  | C  | T  | C  | T  | C  | T  | C  | T  | C  | T  | C  | T  | C  | T  | C  | T  | C  | T  | C  | T  | C  | T  |
| Risultato | N | N  | P  | P  | V  | V  | N  | P  | V  | P  | V  | N  | P  | P  | P  | V  | V  | P  | V  | V  | V  | V  | V  | P  | N  | V  | V  | N  | V  | V  | P  | N  | P  | P  | P  | V  | V  | N  |
| Posizione | 9 | 14 | 15 | 18 | 15 | 11 | 13 | 13 | 11 | 13 | 13 | 13 | 15 | 15 | 15 | 15 | 12 | 13 | 12 | 11 | 7  | 5  | 3  | 5  | 6  | 5  | 4  | 5  | 4  | 3  | 4  | 4  | 6  | 6  | 6  | 6  | 6  | 6  |

Legenda:

Luogo: C = Casa; T = Trasferta. Risultato: V = Vittoria; N = Pareggio; P = Sconfitta.

### Statistiche dei giocatori
| A. Bagceci      | 30 | 2  | 4  | 0 |
| D. Baum         | 14 | 0  | 2  | 0 |
| C. Beisel       | 26 | 0  | 5  | 0 |
| J. Bodemer      | 5  | 0  | 0  | 0 |
| Ü. Demirkiran   | 12 | 0  | 2  | 0 |
| C. Endler       | 7  | 0  | 1  | 0 |
| C. Essig        | 20 | 3  | 4  | 0 |
| I. Feistle      | 38 | 1  | 4  | 0 |
| C. Gmünder      | 2  | 1  | 0  | 0 |
| T. Göhlert      | 33 | 4  | 11 | 0 |
| F. Gül          | 26 | 1  | 3  | 0 |
| B. Heidenfelder | 33 | 8  | 5  | 0 |
| D. Jarosch      | 26 | 3  | 5  | 0 |
| M. Jurczyk      | 1  | 0  | 0  | 0 |
| M. Klarer       | 27 | 2  | 10 | 1 |
| F. Krebs        | 32 | 0  | 6  | 0 |
| B. Maier        | 1  | 0  | 0  | 0 |
| P. Mayer        | 34 | 11 | 6  | 0 |
| J. Meier        | 35 | 1  | 4  | 0 |
| E. Sabanov      | 20 | 0  | 2  | 0 |
| D. Schittenhelm | 4  | 0  | 2  | 0 |
| M. Schnatterer  | 36 | 5  | 4  | 0 |
| E. Seskir       | 0  | 0  | 0  | 0 |
| C. Silva        | 0  | 0  | 0  | 0 |
| A. Spann        | 35 | 15 | 7  | 0 |
| R. Weil         | 34 | 7  | 3  | 0 |